# 陳永龍 (歌手)
陳永龍（1976年2月20日—），臺東市南王部落卑南族人，臺灣原住民族歌手。私立天主教輔仁大學歷史學系畢業。從20歲開始從優人神鼓開始參與許多重要演出，長期在音樂的薰陶下，曾與李泰祥、郭英男、陳建年、紀曉君、巴奈·庫穗等共同演出、傳唱原住民傳統音樂，經歷十年的演出經驗，奠定自己在經典歌曲傳唱的個人風格與魅力。

## 音樂作品
個人專輯
- 2010年4月《日光‧雨中》專輯
- 2012年12月《海岸線》專輯
- 2015年6月《砂礫》專輯（東森戲劇台《魔法麵包店》片頭、片尾主題曲〈砂礫〉）

合輯
- 2006年《美麗心民謠》專輯
- 2007年《美麗心民謠 - 想念》專輯
- 2007年《練習曲 - 電影原聲帶》專輯
- 2008年《人間有愛 6 -幸福的滋味》專輯
- 2010年《美麗心民謠 - 出發》專輯
- 2014年《美麗心民謠 - 遠行》專輯
- 2015年《台東》專輯
- 2016年《聲活之歌》105年臺灣原創流行音樂大獎得獎作品輯

Featuring 
- 2018年《李德筠 價值觀 Vol.02》專輯 〈陽陽〉、〈答案〉

## 演出作品

### 舞台劇
- 2017年  幾米音樂劇《地下鐵》

## 廣播節目
- 2017年-2019年 原住民族廣播電台 《豐音樂》

## 獎項記錄

### 個人音樂獎項
金曲獎
- 2013年 入圍第24屆金曲獎流行音樂演唱類最佳年度歌曲獎【海岸線】
- 2013年 入圍第24屆金曲獎流行音樂演唱類最佳作曲人獎【海岸線】
- 2013年 入圍第24屆金曲獎流行音樂演唱類最佳作詞人獎【海岸線】

華語金曲獎
- 2011年 獲獎華語金曲獎 年度最佳國語男新人獎
- 2013年 入圍華語金曲獎 年度最佳專輯獎【海岸線】
- 2013年 獲獎華語金曲獎 年度十大華語國語金曲獎【海岸線】
- 2013年 入圍華語金曲獎 年度最佳國語男歌手獎【海岸線】
- 2013年 入圍華語金曲獎 年度最佳國語歌曲獎【海岸線】
- 2016年 獲獎華語金曲獎 年度十大華語金曲獎【沒有徐志摩】
- 2016年 獲獎華語金曲獎 年度最佳MV獎【沒有徐志摩】
- 2016年 入圍華語金曲獎 年度最佳作詞人獎【砂礫】
- 2016年 入圍華語金曲獎 年度最佳作曲人獎【砂礫】

華語音樂傳媒大獎
- 2015年 入圍華語音樂傳媒大獎　評審團推薦獎【砂礫】

台灣原創流行音樂大獎
- 2016年 獲獎台灣原創流行音樂大獎原住民語貳獎【未完的故事】

音樂推動者大獎
- 2013年 入圍音樂推動者大獎 年度最佳專輯獎【海岸線】
- 2013年 入圍音樂推動者大獎 年度最佳歌曲獎【海岸線】

新加坡Freshmusic Awards獎
- 2015年 獲獎新加坡Freshmusic Awards獎 【沒有徐志摩】[1]

## 外部連結
- 陳永龍 （页面存档备份，存于）的facebook專頁